# بونلول (کارولینای شمالی)
بونلول (به انگلیسی: Bunnlevel) شهری در ایالت کارولینای شمالی کشور ایالات متحده آمریکا است که جمعیت آن در سرشماری سال ۲۰۱۰ میلادی، ۵۵۲ نفر بوده‌است.